# DTXMania
DTXMania（ディティエックスマニア）は、FROMが作成したWindows上で動作するドラムトレーニングソフトウェアである。2010年10月にオープンソース化されている。

## 概要
Windows上で動作するドラム演奏トレーニングソフトウェアである。レーン分けされて画面上方から下方に流れる譜面とバックに流れる音楽に合わせてシンバルやタムを叩くことで、ドラム演奏のトレーニングが可能となっている。演奏時、シンバルやタムを叩くタイミングの正確さに応じてゲージが増減、ゲージが全て失われると曲の途中であってもゲームオーバーとなる点や、演奏のタイミングの正確さが点数に反映されるなどのゲーム的機能もかなり初期の段階から設けられており、タイトル画面上でも「GAME START」などと記されているが、作者はあくまでゲームとは思っていないと主張している。
タイミングに関わる機能を使うには、シンバルやタムを叩いたという信号を本ソフトウェアが受信する必要があり、これは生ドラムでは実現しえない機能である。本ソフトウェアは本来、ヤマハの電子ドラム「DTX」シリーズと接続して動作させることを目的としており、これによって電子ドラムのシンバルやタムを叩いたという入力信号を受けることができるようになっている。ソフトウェア名称に冠しているDTXもこれに由来する。また、「DTX」シリーズ以外のヤマハ製電子ドラムや他社製の電子ドラムでも配線次第で動作したとの情報を公開している。これ以外にプレイステーション用のdrummania向け専用コントローラに接続させることも可能となっている。これら、電子ドラムや電子ドラムを模したコントローラを接続していない場合は、パソコンのキーボードやジョイスティック類を用いて演奏することになる。なお、本作のメインはドラムであるが、ギター譜面を表示させることも可能となっており、プレイステーション用のGUITARFREAKS向け専用コントローラと接続することで、ギター演奏のトレーニングソフトとしても機能させることが可能となっている。
本ソフトウェアは単体では動作せず、動作させるためには曲データ（譜面データ、画面切り替え時に表示される画像データ、演奏中に流れる音楽データ、演奏中に表示される画像データあるいは再生される動画データ）を用意する必要がある。本ソフトウェアの作者は曲データを配布していないが、曲データを作成するためのソフト「DTXCreator」が別途用意されており、有志によって曲データが作成されているほか、ソフトウェアとオリジナル曲が同梱されたスターターパックが有志のサイトで配布されている（但し、オープンソース化以降のバージョンへの追従は行われていない）。過去にはスターターパック提供元主催で、インターネットランキング（通称DSPIR）が開催されたこともあった。
曲データの元となる音楽や動画などは著作権保護の対象であるため、曲データ公開者自身が著作者である場合（収録曲がオリジナル曲である場合など）や著作権者から許諾されている場合を除いて、これらの音楽や動画などを曲データに含めることは著作物の無断再配布という触法行為となる。しかし、このような触法行為が行われているケースがあり、それに関連してソフトウェアの開発に影響が出たと噂されることも過去にはあった。
曲データのフォーマットは、BMSを独自拡張して考案されたDTXフォーマットであるが、BMSから派生して考案された類似の他形式であるGDAやG2Dなどにも部分的に対応している。

## 歴史
初公開は、2000年1月17日に公開されたバージョン0.01。過去にはハードディスククラッシュに伴う最新ソースコードの消失という事件もあったが、10年以上継続して開発が進められている。2010年10月にオープンソース化された。
以下がDTXManiaの略歴である。
| 日付           | バージョン | 備考                                                                                        |
| -------------- | ---------- | ------------------------------------------------------------------------------------------- |
| 2000年1月17日  | 0.01       | 初期公開バージョン                                                                          |
| 2001年11月6日  | 0.27a      | ハードディスククラッシュに伴う再構築版 ギター譜およびベース譜のサポート AVI動画再生サポート |
| 2002年3月16日  | 0.33       | マルチセッション機能サポート ハイハットのクローズ(HHC)とオープン(HHO)の使い分け機能の強化   |
| 2002年4月6日   | 0.34a      | SUDDEN/HIDDEN/DARK機能の追加                                                                |
| 2002年8月18日  | 0.34c      | 曲を完奏できない場合にSTAGE FAILとなる機能の追加                                            |
| 2003年4月12日  | 0.41b      | オープンピックのサポート                                                                    |
| 2005年12月9日  | 0.59       | 多くの機能が盛り込まれたバージョン 前マイナーバージョンから1年以上経過してのリリース        |
| 2006年4月16日  | 0.62       | Oggサポート                                                                                 |
| 2006年12月29日 | 0.64       | リファクタリング                                                                            |
| 2008年4月12日  | 0.68       | リファクタリング（C# 3.0化）                                                                |
| 2008年8月31日  | 0.69       | HARF DARK機能の追加                                                                         |
| 2008年9月16日  | 0.70       | Managed DirectX 1.1からSlimDXへの移行                                                       |
| 2009年9月19日  | 0.77       | ソースコード消失に伴う、0.76からのソースコード再構築版                                      |
| 2010年10月23日 | 0.84       | オープンソース化バージョン                                                                  |

以下がDTXCreatorの略歴である。
| 日付          | バージョン | 備考                                                                                  |
| ------------- | ---------- | ------------------------------------------------------------------------------------- |
| 2006年6月19日 | 0.01       | 初期公開バージョン                                                                    |
| 2006年8月12日 | 0.10       | マニュアル追加                                                                        |
| 2006年8月13日 | 0.11       | 一般公開開始                                                                          |
| 2007年5月27日 | 0.16       | ギター譜面やベース譜面への対応 英語環境と日本語環境への対応                           |
| 2009年10月4日 | 0.20       | オープンソース化される直前の最終バージョン                                            |
| 2010年11月8日 | 0.21       | オープンソース化バージョン ソースコード消失に伴う、0.20解析に伴うソースコード再構築版 |

## 主な機能
ドラム演奏トレーニングソフトウェアという性質上、いかにタイミングよく演奏できたかを評価する仕組みが設けられている。シーケンスごとにタイミングの正確さが5段階（PERFECT/GREAT/GOOD/POOR/MISS）設けられており、曲全体におけるこれらの比率と最大コンボ数（GOOD以上の継続数）によってスキルおよびクリアランク（SS/S/A/B/C/D/E）が決定される。また、曲を完奏できなかった場合のクリアランクはEとなる。スキル算出にはdrummaniaのスキルポイント算出とは異なるものを採用している（より具体的には、コンボ率は計算に含まれない）。なお、シーケンスごとのタイミングの正確さについては、drummaniaに近い値となっており、ジャストタイミングからの許容範囲はPerfectが±34ms、Greatが±67ms、Goodが±84ms、Poorが±117ms、それ以上がMissとなっている（初期はもっと甘かった）。そしてこれらの設定値は、ユーザサイドで設定変更可能となっている。
曲の難易度は01から99で表記され、このスケール範囲がdrummaniaのVシリーズまでの難易度表記と同じであることから、曲の提供者からはdrummaniaのVシリーズまでの難易度表記に近い値が提示されること、drummania収録曲においては同一値が設定されることが多い。また、同一曲に対して複数の譜面を設定することができ、個々の譜面に対する譜面難易度を示す名称も自由に設定可能となっている。一般的にはBEGINNER/BASIC/ADVANCED/EXTREMEといった名称が設けられ、それ以外の難易度のものについては曲データの作者によって様々な名称がつけられている。
演奏対象となる楽器は、左シンバル、ハイハット（クローズ/オープン打ち分け可）、スネア、バスドラム、ハイタム、ロータム、フロアタム、右シンバル、ライドシンバル/クラッシュシンバルであり、演奏中はこれらが分かれて9レーンで表示される。
その他、演奏に関連する主なオプション機能は以下の通りである。
Speed
曲自体の速度を変更する
ScrollSpeed
譜面の流れる速度を変更する
Half Dark
演奏中の背景、レーン、ゲージが非表示になる
Full Dark
Half Darkに加えて、小節線、拍線、判定ライン、パッドが非表示になる
Sudden/Hidden
譜面が画面中央まで表示されないようになる/画面中央以降表示されないようになる
Reverse
譜面の流れる向きを下から上にする
Tight
ドラムチップのない箇所で叩くとミス扱いとなる
AutoPlay
シンバルやタムごとに自動演奏のON/OFFを指定する

## 画面構成
以下の説明は2010年12月時点のものであり、過去のバージョンでは異なる構成となっている部分もある。
タイトルには「DTXManiaV3」（V3という名称の由来については作者は言及していない）と記され、演奏本体とゲームオプション群に大別される。
選曲メニューでは画面左にプレビュー画像、画面右に曲情報（曲名、作者名および、曲に関するコメント）が表示され、画面下部にパート（ドラム、ギター、ベース）ごとの難易度、達成率とスキル、クリアランクが表示される。
選曲後、曲データ読み込み待ちの間、待ち時間用画像表示が行われ、曲が開始される。演奏中は、画面左に9レーン構成の譜面情報が表示され、上から下に流れる。画面右には、曲に関連した画像（動画可能）が表示され、右下に曲名が表示される。
演奏後は、演奏内容の評価画面となる。前記の、正確さの度合い（PERFECT/GREAT/GOOD/POOR/MISS）ごとの回数と曲内比率、最大コンボ数、スキル、得点、クリアランク（SS/S/A/B/C/D/E）、プレイ回数が表示される。

## 後継・派生版
2009年FROMのブログにてXG化したDTXManiaの動画が公開されるが、数日後、DTXManiaをXG化しないとの発表がなされる。その後、2010年10月にオープンソース化したことから派生版が登場した。また、FROM自身も後継ソフト等を開発している。
- StrokeStyle<T>(FROM) - 2011年2月に公開された新フォーマットであるSSTを使ったプレイヤー
- DTXMatixx(FROM) - 2017年に公開されたDTX、SSTに対応したプレイヤー
- DTXManiaXG(fildar)
- DTXManiaXG[10](ひかり)
- DTXHD(fildar) - DTXManiaXGの後継
- DTXManiaXG(ver.k)(kairera)
- DTXManiaNX